# Le Retour de Cagliostro
Pour plus de détails, voir Fiche technique et Distribution.
Le Retour de Cagliostro (titre original : Il ritorno di Cagliostro) est un film italien réalisé par Daniele Ciprì et Franco Maresco, sorti en 2003.

## Fiche technique
- Titre : Le Retour de Cagliostro
- Titre original : Il ritorno di Cagliostro
- Réalisation : Daniele Ciprì et Franco Maresco
- Scénario : Daniele Ciprì et Franco Maresco
- Production : Pippo Bisso, Loris Curci
- Musique : Salvatore Bonafede
- Photographie : Daniele Ciprì
- Montage : Fabio Nunziata
- Pays d'origine : Italie
- Genre : Comédie dramatique
- Date de sortie : 2003

## Distribution
- Luigi Maria Burruano : Carmelo La Marca
- Robert Englund : Erroll Douglas
- Franco Vito Gaiezza
- Pietro Giordano : Cardinal Sucato / Pino Grisanti